# Uhuru Kenyatta
Uhuru Muigai Kenyatta, kenijski politik; * 26. oktober 1961, Nairobi, Kenija.
Uhuru je bil od leta 2002 do 2013 poslanec (poslanec) za jug Gatunduja. Med letoma 2008 in 2013 je bil tudi podpredsednik vlade Raile Odinge. Trenutno je član in vodja Jubilejne kenijske stranke, katere priljubljenost je od takrat upadla. Uhuru je bil prej povezan s Kenijsko afriško nacionalno zvezo (KANU), še pred tem je ustanovil Nacionalno zavezništvo (TNA), eno od zavezniških strank, ki so vodile kampanjo za njegovo izvolitev na splošnih volitvah leta 2013, in se kasneje združila z Združeno republikansko stranko (URP).
Uhuru je sin Joma Kenyatte, prvega kenijskega predsednika, in njegove četrte žene Mame Ngine. Od leta 1991 je poročen z Margaret Gakuo Kenyatta. Imata tri otroke: sinova Jomo in Muhoho ter hčerko Ngino.
Uhuru je bil na splošnih volitvah avgusta 2017 ponovno izvoljen za drugi in zadnji mandat, prejel je 54 odstotkov glasov volivcev. Zmago je na nacionalni televiziji uradno razglasil predsednik neodvisne volilne in mejne komisije (IEBC) Wafula Chebukati. Uhurujevo izvolitev je na kenijskem vrhovnem sodišču izpodbijal njegov glavni tekmec Raila Odinga. 1. septembra 2017 je sodišče volitve razglasilo za neveljavne in odredilo nove v 60 dneh od dneva razsodbe. Ponovitev predsedniških volitev je bila 26. oktobra, Uhuru je zmagal z 39,03 odstotno volilno udeležbo.